# Marcelle Soulage
Marcelle Fanny Henriette Soulage, de pseudònim Marc Sauval (Lima, Perú, 12 de desembre de 1894 - París, França, 17 de desembre de 1970) fou una pianista i compositora francesa.
Va fer uns brillants estudis al Conservatori de París amb els mestres Georges Caussade, Paul Vidal, Vincent d'Indy i Nadia Boulanger. El 1818 aconseguí el Premi Lepaulé, amb una Suite per a piano, violí i viola. Va escriure molta música de cambra i orquestral, i publicà variacions per a piano; destacant Choral et Danse, música per a arpa; una obra de concert per a dues arpes; diverses melodies per a cant i piano, un cor per a veus de dones, etc. També va escriure diversos treballs pedagògics vers la música.